# Encarsia trivittata
Encarsia trivittata är en stekelart som beskrevs av Hayat 1989. Encarsia trivittata ingår i släktet Encarsia och familjen växtlussteklar.
Artens utbredningsområde är Taiwan. Inga underarter finns listade i Catalogue of Life.